# Nagasaki Spirit
Nagasaki Spirit war der Name eines Tankers der Reederei Teekay Shipping Group, der am 19. September 1992 um 23:20 Uhr in der Straße von Malakka mit dem Containerschiff Ocean Blessing kollidierte. Die Nagasaki Spirit befand sich mit einer Ladung von rund 40.000 Tonnen Rohöl auf der Fahrt vom Persischen Golf nach Brunei. Das Containerschiff war nach einem Piratenüberfall führerlos. Bei dem Unglück kamen 51 Seeleute ums Leben, 12.000 Tonnen Öl gelangten ins Meer. Der Tanker wurde repariert und später zu einer „Floating Production Storage and Offloading Unit“ umgebaut.